# Łukasz Chryzoberges
Łukasz Chryzoberges, gr. Λουκάς Χρυσοβέργης, Loukas Chrysobergēs – patriarcha Konstantynopola w latach 1156–1169.

## Życiorys
W okresie patriarchatu Chryzobergesa doszło do dwóch poważnych kontrowersji teologicznych. Diakon Soterich Panteugen, patriarcha-elekt antiocheński stwierdził, że ofiary eucharystycznej nie można składać Trójcy Świętej, powodowałoby to bowiem, że jeden Chrystus jednocześnie dokonuje ludzkiej czynności składania ofiary i boskiej przyjmowania jej, co oznaczałoby nestoriańskie rozdzielenie i personalizację Jego dwóch natur. Zwołany przez Chryzobergesa synod w latach 1156–1157 przyjął rozwiązanie wypracowane przez Mikołaja z Metony, który wskazał, opierając się w swej odpowiedzi na koncepcjach Leoncjusza z Bizancjum i Maksyma Wyznawcy, że to właśnie unia hipostatyczna powoduje, że Bóg składa po ludzku akt ofiarny, jednak z natury pozostaje Bogiem, a więc jednocześnie przyjmuje ofiarę. Przestrzegał też, by dzieła Chrystusa nie redukować do prawniczego rozumienia ofiary, ujmowanej jako wymiana. Bóg niczego od nas nie potrzebuje, Nie idziemy do Niego [by złożyć ofiarę]; to raczej On zstąpił do nas i przyjął naszą naturę, nie jako warunek pogodzenia się, lecz aby spotkać nas otwarcie w ciele.
W okresie jego patriarchatu doszło też do kontrowersji chrystologicznej na tle wyjaśnienia, jakie dał Demetriusz z Lampi (we Frygii) do słów Jezusa z Ewangelii: bo Ojciec większy jest ode mnie (J 14, 28). Zwołany przez Chryzobergesa w 1166 r. synod uznał wyjaśnienie Demetriusza za heretyckie i potępił jego samego i jego zwolenników. Nadal też musiał przeciwstawiać się szerzącym się herezjom bogomilskiej, paulicjańskiej i monofizyckiej.
Chryzoberges zaangażował się również działania mające na celu podniesienie dyscypliny kościelnej. W grudniu 1157 rozszerzył zakaz patriarchy Jana IX Agapeta sprawowania przez duchownego zawodu adwokata w sądach świeckich, na wszystkie świeckie zawody. W zachowanym kanonie pisał: Możemy zaobserwować, że niektórzy duchowni, wbrew prawu kanonicznemu, zajmują się sprawami światowymi. Niektórzy zajęli stanowiska kuratorów lub opiekunów arystokratycznych domów i posiadłości, inni pojęli się zbierania podatków publicznych ... Nakazujemy tym ludziom, aby powstrzymali się od wszystkich wymienionych zawodów i poświęcili się służbie kościelnej.

## Twórczość
Chryzoberges napisał poemat dydaktyczny zatytułowany Dieta (Perí diájtas). W napisanym wierszem politycznym utworze zawarł przepisy na sporządzanie dań postnych przeznaczonych na różne dni kalendarza liturgicznego.